# 4890 Shikanosima
4890 Shikanosima (1982 VE4) là một tiểu hành tinh vành đai chính được phát hiện ngày 14 tháng 11 năm 1982 bởi Kosai và Hurukawa ở Đài thiên văn Kiso.